# Microsoft Office 2000
Microsoft Office 2000 este conceput în totalitate pe 32 de biți,versiunea precedentă este Microsoft Office 97 și ceea superioară Microsoft Office 2003.

### Cerințe de sistem
- Pentium 2 233 Mhz
- HDD de 2 GB
- RAM 32 MB
- Windows 98 sau mai nou

### Ediții
- Standard
- Small Business
- Professional
- Premium
- Developer

1. ↑  How to determine the version of your Office 2000 program (în engleză), accesat în 10 septembrie 2004